# Gizeh Verpackungen
Gizeh Verpackungen ist eine international tätige deutsche Unternehmensgruppe die Kunststoffverpackungen entwickelt, herstellt und dekoriert. Das Unternehmen, dessen Stammsitz sich im nordrhein-westfälischen Bergneustadt befindet, beschäftigte 2018 insgesamt etwa 800 Mitarbeiter und erwirtschaftete 2017 einen Umsatz von etwa 120 Millionen Euro.

## Unternehmensentwicklung
Die Vorgeschichte von Gizeh fand ihren Anfang 1881 mit der Gründung des Zellstoffwerks „Schultz & Cie.“ im nördlichen Schwarzwald, welches ab 1905 auch Zigarettenpapier produzierte. Das von da an unter dem Namen "Seiden- und Zigarettenpapierfabrik Schoeller & Hoesch GmbH" produzierende Unternehmen entwickelte sich im Laufe der Jahre zu einem Experten für die Herstellung von feinen Hadernpapieren und zählte bereits Anfang der 1920er Jahre zu den weltweit führenden Herstellern von Zigarettenpapier. Mit der Gründung der Gizeh Zigarettenpapier-Verarbeitungs-Gesellschaft am 2. Januar 1920 lagerte Schoeller & Hoesch die Sparte Zigarettenpapierherstellung aus dem Unternehmen aus. Produziert wurde zunächst in Köln. 
Während des Zweiten Weltkriegs zwangen die fortwährenden alliierten Bombenangriffe auf Köln das Unternehmen zur Verlagerung der Produktion an weniger gefährdete Standorte. Einer der Ausweichstandorte wurde deshalb das im Oberbergischen gelegene Bergneustadt. Zunächst wurde in Räumen der Firma Wahlefeld in Bergneustadt-Sessinghausen an der Stadtgrenze zu Derschlag produziert, später in Wiedenest und seit 1964 in Bergneustadt am Breiten Weg. Nach der völligen Zerstörung des Kölner Hauptwerks im Jahre 1944 begann man diesen Standort stark auszubauen, welcher 1955 mit der Errichtung eines 3.200 Quadratmeter Grundfläche umfassenden Papierwerks schließlich auch Hauptsitz des Unternehmens wurde. Drei Jahre später begann man in Bergneustadt mit der Herstellung von Paraffin beschichteten Papierverpackungen für die Milchindustrie und ab 1964 konnte Gizeh diese auch erstmals mit spritzgegossenen und tiefgezogenen Verpackungen aus Kunststoff beliefern. Das Unternehmen produzierte neben Verpackungen und Raucherbedarf unter anderem auch Lochkarten, EDV-Papiere und Parktickets. Helmut Förste, der Geschäftsführer der Gizeh-Werk GmbH./Papier- und Kunststoffverarbeitung war auch Vorsitzender des Verbands der Zigarettenpapier verarbeitenden Industrie in Bonn.
Kurz nachdem man infolge wirtschaftlicher Schwierigkeiten im Jahr 1997 die Sparte Raucherbedarf (heute Gizeh Raucherbedarf) aus dem Unternehmen ausgegliedert und an die niederländische Unternehmensgruppe Mignot & De Block verkauft hatte, übernahm 1998 die Unternehmerfamilie Jung das Unternehmen, das heute als Gizeh Verpackungen GmbH & Co. KG firmiert und in der Gegenwart einer der führenden Hersteller für Kunststoffverpackungen in Europa ist. Nachdem man 2001 noch mit 350 Mitarbeitern einen Umsatz von etwa 30 Millionen Euro erzielte, erwirtschaftete das Unternehmen an seinen fünf Standorten neun Jahre später mit 560 Mitarbeitern etwa 100 Millionen Euro Umsatz. Zu seinen Kunden zählen Lebensmittelhersteller wie Ferrero, Nestlé, Danone, Unilever, Schwartau und Homann Feinkost.
Zweigbetriebe befinden sich im polnischen Tarnowo Podgórne, im französischen Angers (2005) und seit 2004 im brandenburgischen Elsterwerda. Ein weiterer Standort war im schweizerischen Schlatt zu finden, wo die Sparte Werkzeugbau angesiedelt war. Dieser Standort wurde inzwischen aufgelöst. Im Jahr 2013 wurde außerdem ein Werk im kanadischen Brantford gegründet, von wo aus der nordamerikanische Markt beliefert wird. Im Herbst 2013 wurde im brandenburgischen Senftenberg der Grundstein für einen Standort gelegt, an dem Spezialwerkzeuge und -maschinen für die Kunststoffverarbeitung entwickelt und hergestellt werden sollten.

## Unternehmensstruktur

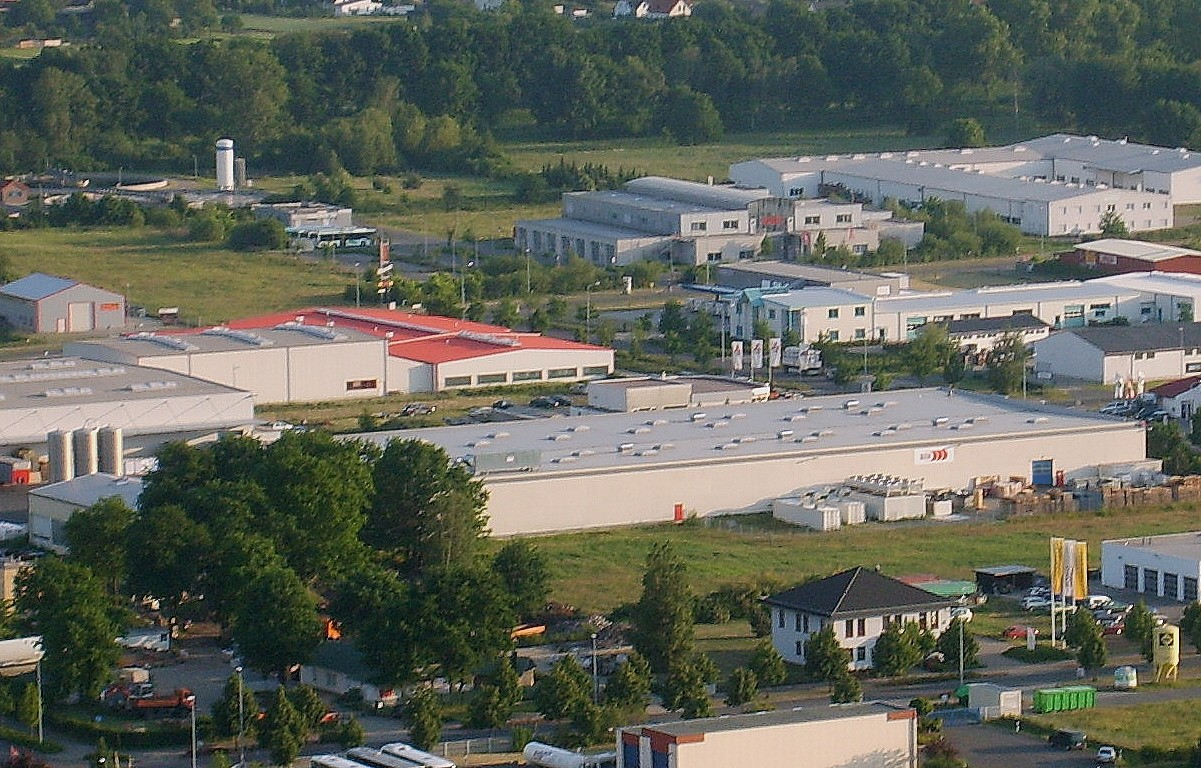
Gizeh-Standort im brandenburgischen Elsterwerda (2008)

Gizeh Verpackungen produziert in Europa gegenwärtig an fünf Standorten:
- Stammsitz Bergneustadt, Deutschland (Spritzguss, Thermoformen, Spritzstreckblasen, In-Mould-Labelling, Off-Mould-Labelling, Shrink-Sleeving, Direktdruck)
- Werk Elsterwerda, Deutschland (Spritzguss, In-Mould-Labelling, PET)
- Werk Tarnowo Podgórne, Polen (Spritzguss, Thermoformen, In-Mould-Labelling, Off-Mould-Labelling, Direktdruck)
- Werk Angers, Frankreich (Thermoformen, Off-Mould-Labelling, Direktdruck)
- Werk Brantford, Kanada

## Produkte
Bei Gizeh Verpackungen werden Kunststoffbehälter für Lebensmittel-, Süßwaren- und Kosmetikhersteller in der ganzen Welt produziert. Dabei kommen hauptsächlich die Produktionsverfahren Thermoformen und Spritzgiessen zum Einsatz.
Für die Produktion von PET-Produkten in Form von Flaschen oder Behältern wurde als Tochterunternehmen die „Gizeh PET GmbH“ gegründet.